# تيلور نيكولاس
تيلور نيكولاس (بالإنجليزية: Taylor Nichols)‏ هو ممثل أمريكي، ولد في 3 مارس 1959 في الولايات المتحدة.

## وصلات خارجية
- تيلور نيكولاس على موقع IMDb (الإنجليزية)
- تيلور نيكولاس على موقع قاعدة بيانات الأفلام السويدية (السويدية)
- تيلور نيكولاس على موقع قاعدة بيانات الفيلم (الإنجليزية)